# フランソワ・デルクール
フランソワ・デルクール（François Delecour、1962年8月30日 - ）は、フランス・カセル出身のラリードライバー。
どのようなラリーでも上位を狙えるだけの技量があり、豪放磊落で型破り、かつ職人気質で義理人情に厚く一本気の通った性格から日本でのファンも多い。未婚だが2子がいる。

## 略歴
父親が建築家で、元々は父と同じ仕事につくのが目標だったのだが、家の前を走るラリーカーに魅せられてラリーの道へ進んだ。

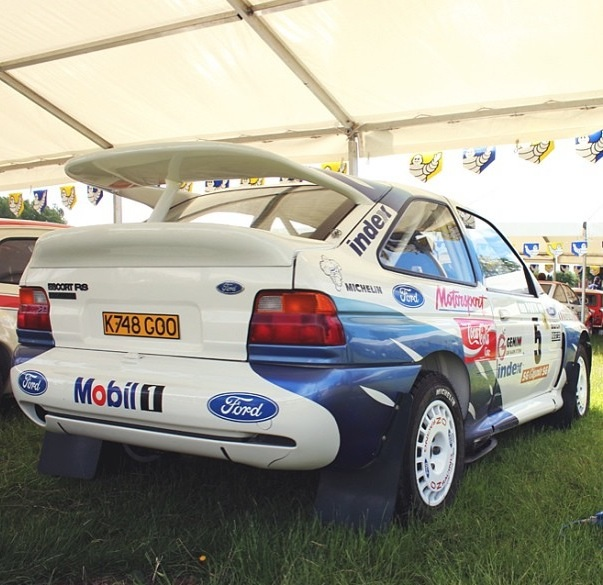
1993年にデルクールがドライブしたフォード・エスコートRSコスワース（2013年撮影）

フランスラリー選手権やプライベーターでの世界ラリー選手権 (WRC) 参戦を経た後、1991年、フォードワークスと契約。フォードでのデビュー戦となったラリー・モンテカルロで好成績を見せ、最終日のゴール目前まで首位を維持した。しかし最後のSSで彼の操るフォード・シエラ・コスワースはサスペンショントラブルの上タイヤがパンク、観客に向かって泣きながら謝罪するデルクールの姿に、一同が健闘を称えたというシーンもあった。その後も着実に実績を重ね、1993年のラリー・ポルトガルで初優勝を果たした。この年は通算3勝し、ドライバーランキングも2位につけるなど活躍を見せた。しかし1994年、友人から借りたフェラーリF40を運転中に事故を起こし、両足に重傷を負い復帰までに5か月を要することとなる。病室の外で医師が足を切断しようと会話しているのを聞き、慌てて、ラリードライバーにとって足がどんなに大切かを訴え、切断だけは思いとどまってくれるよう医師を説得した。結局復帰までこぎつけたが調子は戻らず、翌1995年もフォード・エスコートの開発の遅延などで思い通り走れないまま1996年開幕戦スウェーデンを最後にフォードを離れた。
1996年からは当時WRCのカテゴリーのひとつであったF2へと転向。プライベーターとして参加したラリー・モンテカルロで好成績を残し、直後にプジョーと契約。フランスラリー選手権を中心にWRCのターマックイベントに1998年まで参戦した。
1999年、プジョーワークスの一員としてWRCに本格的に復帰した。優勝こそ無かったが、好成績を着実に重ね、プジョーのマニュファクチャラータイトル争いに貢献した。しかし翌2000年、9月にトレーニング中に起こった出来事（後述）をきっかけに、サンレモ・ラリーで同僚だったジル・パニッツィとの間でトラブルを起こしたこと（後述）と、マシンへの注文が多かったこと（後述）などチーム内に多くの軋轢を生んでいたため、この年をもってプジョーから放出される。
2001年は古巣フォードへ復帰、10戦のみの契約だったが着実に仕事をこなす。この年のアクロポリス・ラリーでは、ラリー前から負傷していた手首にギプスを付けたまま走行し、トップテン圏内に入った。

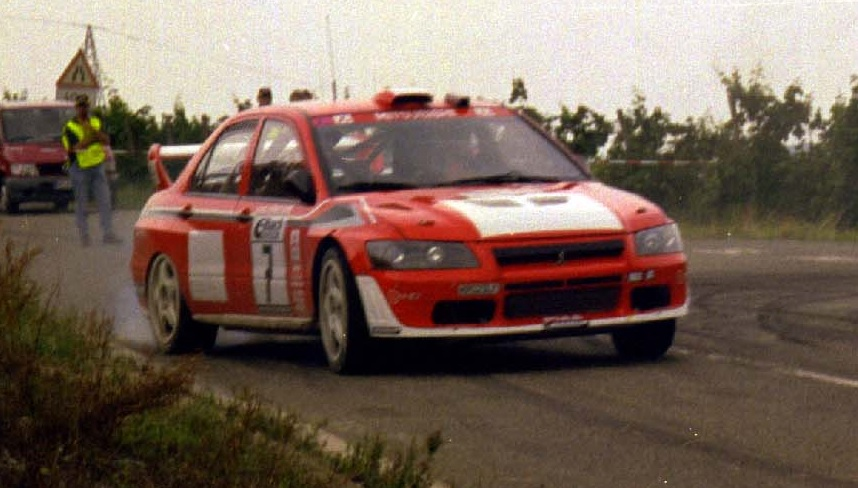
ランサーWRCに乗るデルクール（2002年WRCドイツ）

2002年、トミ・マキネンが去った後の三菱とエース扱いで契約し7年ぶりのフル参戦を果たすが、当時のランサーWRCが問題の多いマシンだったこともあり、本来の能力を引き出せないままシーズンを終えた。そして2003年、三菱はワークス活動を1年停止を発表。ここでスタッフとひと悶着を起こし（一説にはプジョー時代不仲だったエンジニア、マリオ・フォルナリスの移籍が決定打となって）自由契約となった。その後は、フランスラリー選手権や欧州ラリー選手権に参戦した。
時々サプライズ起用を試みるシュコダのワークスドライバーや、リチャード・バーンズやフランソワ・デュバルといった急なアクシデントや成績不振などで外されたドライバーの代役として名前が挙がることもあった。
一時音沙汰が無くなったが、2007年はフランスラリー選手権のカテゴリーのひとつ、GTシリーズ（GT de Série）に参戦した。ポルシェ・996 GT3 RSを運転し開幕戦をクラス優勝で飾ったものの、その後はリタイアが続いた。また、GT仕様の車でWRCのイベントに参戦できるようFIA（国際自動車連盟）に申請をし、このときは認められなかったものの、2012年からのWRCのGTカテゴリー（R-GTクラス）制定のきっかけのひとつとなった。
2011年、インターコンチネンタル・ラリー・チャレンジ (IRC) ラリー・モンテカルロで突如復帰を果たし、プジョー207 S2000で一時は2位に順位を上げるなど活躍し、最終的な順位は5位となった。2012年にはWRCに復帰したラリー・モンテカルロでフォード・フィエスタWRCのワークスカーにて参戦し、6位に入賞した。IRCでは地元コルシカと初開催となったルーマニアに参戦。コルシカではルノー・メガーヌRSでプロダクションカップ3位に入賞した。ルーマニアではプジョー・207 S2000で参戦し見事総合3位に入賞した。この年はルーマニア選手権にも参戦。初参戦にも関わらずチャンピオンに輝いた。
2013年はベルギーのクロノスレーシングのサポート受けヨーロッパ・ラリー選手権 (ERC) にレギュラー参戦。開幕戦ヤンナーでは一時3位につけるも最終日にパンクし7位に終わる、しかし続くラトビアでは堅実に走り切り3位表彰台を獲得した。地元コルシカでは初日のディファレンシャルトラブルなどもあり5位に終わった。優勝のかかったルーマニアではオープニングステージでトップタイムを叩き出し、初日はシュコダワークスのヤン・コペッキーに次ぐ2位と優勝を射程圏内に捕えるも、最終日はトラブルが多発しコペッキーに差を広げられるも2位表彰台を獲得した。この年はルーマニア選手権と並行での参戦だったためにERCには4戦のみの参加となったが、それにもかかわらずドライバーズランキングでは4位と好成績を残した。並行で参戦したルーマニア選手権では連覇を達成した。
2014年と2015年、念願のR-GTクラス（ポルシェ・911RGT）でラリー・モンテカルロに参戦し、クラス優勝（総合23位）を果たしている。2015年はFIA R-GTカップ (2015 FIA R-GT Cup) の初代チャンピオンとなる。2017年はアバルト・124ラリーでR-GTクラスに参戦する。

## 人物
世界選手権参戦時にはフランス語しか話せず、メディアがインタビュー時に困っていた。
そのためチームからの指示で夜な夜なテープレコーダーを用いて英語学習をしていたという逸話がある。

### 路面との相性
フランス人ドライバーの特徴とも言えるターマックでの能力の高さが評価されるが、グラベルなどでも活躍する能力を持つ。デルクールが一時期運転していたF2ラリーカーの得意とするラリーはターマックラリーで、この時の実績がプジョー入りのきっかけとなったが、本人曰く「ターマックは嫌い」とのこと。

### マシンとの相性
デジタル化、電気化を是としない機械式至上主義者である。プジョー時代、アクティブディファレンシャル（アクティブデフ）を導入した途端調子が悪くなり、プジョーチームのコラード・プロベラに直談判した。その甲斐あってデルクールのマシンのみが機械式に切り替わり、復調した。部品に関する注文も他のドライバーよりも多く、シフトについて注文をつけたところ、あてつけなのか、プジョー側からシフトの部品だけが送りつけられたこともある。しかし三菱ではどんなに文句を言っても最後までアクティブデフを使わされる羽目になった。
フォード・フィエスタWRCを運転した2012年のラリー・モンテカルロでは、「昔よりも運転が難しくなった」と漏らしているものの上位入賞を果たしているため、（2012年のワールドラリーカー規格が一時期ほどデジタル化から離れたとはいえ）全く順応できないというわけではなさそうである。
クラッシュの多さが取り上げられることがあるが、彼自身のミスによるクラッシュというのは実は少ないほうである。リタイアは彼の過激かつ大胆なドライビングスタイルにマシンが付いていけなくなり、トラブルを起こしたときくらいである。実際、2002年のオーストラリアラリーの大クラッシュも、ステアリングの不調が原因であった。
ちなみにF2ラリーカーで走行していたときの感想に関しては「危険だ、と思いながら走っていた。とにかくコーナーでどこへ飛んでいくかわからないのが危険だと感じていた」と率直に述べている。

### コ・ドライバーとの相性
デルクールのコ・ドライバー（ナビ）は、下積み時代（フォード・ワークスに加入した1991年いっぱいまで）の（恋人でもあった）アンヌ＝シャンタル・パウエルを経て、以後長年にわたってダニエル・グラタループが担当してきた（1995年のみ女性コ･ドライバーのキャシー･フランソワが担当）。しかし、三菱時代の2002年、ラリー・オーストラリアでのクラッシュでグラタループが重傷を負ったため、コンビを解消することとなった。デルクール自身はクラッシュにおいてあまり負傷することがなかった。グラタループはその後シトロエンワークスでチームコーディネーターを務めた。
前述の2002年ラリー・オーストラリアで負傷したダニエル・グラタループに代わって、ドミニク・サビニョーニが次戦のラリー・グレートブリテンでコ・ドライバーを務めた。そのラリーではペースノート読み上げの遅れが生じ、クラッシュしリタイアとなった。クラッシュ直後に不満が爆発し、「10回遅い! 100回遅い!」とコ・ドライバーに怒鳴る彼の姿が車内カメラ映像を通じて全世界に配信された。後にデルクールは「グレートブリテンのコースは他所とは違うってことを前もって言っておけばよかった」と反省した。
その後、2011年(IRC)、2012年(WRC)のラリー・モンテカルロにスポット参戦した際には、再びドミニク・サビニョーニとコンビを組み、2年連続で入賞した。2012年の参戦の際は、この大会がサビニョーニの引退ラリーであったため、最終SSのドライブをサビニョーニに行わせ、彼の引退に花を添えた。そしてデルクールはルーマニア選手権に参戦するためになんと引退したサビニョーニを起用した。デルクールはなんとかサビニョーニを説得し見事コンビ復活となった。

### チームとの相性
最初のワークスチームであるフォードでは車両開発の遅れが不満で離脱し（当時チームメイトの一人だったマルコム・ウィルソンとの確執も取り沙汰された）、プジョー時代には、2000年9月の終わり頃、自宅近くでトレーニングをしているときに、ヒュンダイワールドラリーチームのマシンテストに出くわし、プジョーと契約しているにもかかわらずヒュンダイ・アクセントWRCのステアリングを握りエンジニアにアドバイスをする行為をしてしまう。このことを知った首脳陣がデルクールに対し不信感を抱いてしまい、コルシカ、サンレモではパニッツィ優先のチームオーダーが出されてしまうことになる。結局サンレモでの後述のトラブルで追放されるような形で離脱し、三菱でも活動休止こそ受け入れたもののトラブルにより離脱した。フォードに復帰し10戦契約を満了したのが最初で最後の穏便な契約履行だった。この契約履行の後に前述した過去の確執の相手でチームディレクターのマルコム・ウィルソンに対して感謝の念を述べている。

### 因縁の相手
2000年のサンレモで違法レッキを行ったジル・パニッツィに対してデルクールは怒り心頭に発し、大喧嘩となった。チーム総出で引き剥がされたデルクールは泣きながらパニッツィを罵倒しつつ、モーターホームへと運ばれていった。これ以来デルクールはパニッツィと犬猿の仲になり、ルートのそばにある「パニッツィの家の前を何度も通るのが嫌」という理由で、思い出深いはずのラリー・モンテカルロが大嫌いになった。
2001年のサファリでは、パンクしたハリ・ロバンペラの206WRCに追いつき土煙で視界を遮られてしまう。フィニッシュ後ロバンペラの元に駆け付け「パニッツィだったら殴っているぞ！」と拳を出す仕草で戯けてみせた。これは前年の同ラリーでパニッツィが実際に他のドライバーを殴って罰金を課された出来事をオマージュしたものである。
この一件と、前述の部品に関するクレームの多さから、デルクールは2000年限りでプジョーを後にすることとなったが、のちに所属した三菱を2002年に去った後、2004年からエースドライバーを務めたのはパニッツィであった。
なお、パニッツィのエピソードとして語られる「自転車レッキ（これもルール違反）」は、実は前年の同ラリーでデルクールがやったことである。
プジョーと三菱に在籍したメカニック、マリオ・フォルナリスも因縁の相手であると言える。ただし（最終的にWRカー全体の基本的な仕様となる）ペダル類等のデジタル化など最新技術の導入を推し進めたフォルナリスの方針に対し、「機械至上主義者」デルクールが断固として抵抗したという点を忘れてはならない。

### その他
普段は南フランスの田舎町で恋人と一緒に暮らしている。かつてのWRCドライバーフレディ・ロイクスとは近所付き合いとのこと。
WRCから身を引いた後、欧州ラリー選手権ではプジョー・206を運転していたが、そのカラーリングは「水色のイチゴ」とでもいうような非常に独特なものであった。イギリスの自動車雑誌AUTOCAR（日本版2006年5月号掲載）の企画でフォード・フォーカスSTを運転したときは「最近は以前ほど車に乗っていない。俺は一度ステアリングを握ってしまうとゆっくり走るということが出来ない。飛行機か列車に乗ったほうがマシだ」と述べた。
以上の点から、故国フランスでの評判は芳しくない。フランスの記者が、日本でのデルクールの人気の理由を日本の記者に尋ねたほどである。